# بيلي بست
بيلي بست (بالإنجليزية: Billy Best)‏ (7 سبتمبر 1942 بغلاسكو في المملكة المتحدة - ) هو لاعب كرة قدم بريطاني في مركز الهجوم. لعب مع نادي ساوثيند يونايتد ونادي نورثامبتون تاون.

## وصلات خارجية
- بيلي بست على موقع قاعدة بيانات كرة القدم.إي يو (الإنجليزية)